# Colletes distinctus
Colletes distinctus är en solitär biart som beskrevs av Cresson 1868. Den ingår i släktet sidenbin och familjen korttungebin. Inga underarter finns listade i Catalogue of Life.

## Utseende
Pälsen på huvud och mellankropp är nästan rent vit hos honorna, medan hanarna har en mera ljust gulbrun päls på övre delen. Bakkroppen är blanksvart, men tergiternas (ovansidans segment) har hårband längs bakkanterna i samma färg som huvud och mellankroppens ovansida. Arten är ett relativt litet bi med en kroppslängd på ungefär 10 mm, hanen något kortare än honan.

## Ekologi
Arten flyger från mars till slutet av juni och besöker blommande växter likt johannesörtsväxter som johannesörtssläktet, järneksväxter som järnekssläktet och ärtväxter som sötväpplingssläktet.

## Utbredning
Utbredningsområdet omfattar östra USA från Michigan och Maine över North Carolina till Louisiana, Georgia och Florida.